# TLC: Tables, Ladders & Chairs (2009)
TLC: Tables, Ladders & Chairs (2009) — щорічне pay-per-view шоу «TLC», що проводиться федерацією реслінгу WWE. Концепція шоу полягає в використанні столів, сходів і стільців під час поєдинків. PPV відбулося 13 грудня 2009 року у AT&T Center в місті Сан-Антоніо, штат Техас, США. Це було перше шоу в історії «TLC». Сім матчів відбулися під час шоу та ще один перед показом.